# HD117374
HD117374 — хімічно пекулярна зоря спектрального класу A2, що має видиму зоряну величину в смузі V приблизно  5,6.
Вона  розташована на відстані близько 256,6 світлових років від Сонця.